# Mesochorus dreisbachi
Mesochorus dreisbachi är en stekelart som beskrevs av Dasch 1971. Mesochorus dreisbachi ingår i släktet Mesochorus och familjen brokparasitsteklar. Inga underarter finns listade i Catalogue of Life.